# قداد فأري أوراري
قداد فأري أوراري (الاسم العلمي: Calomyscus urartensis) هو نوع من الحيوانات يتبع جنس قداد فأري من فصيلة الفأرية.